# Joaquín Caamaño
General Joaquín Caamaño fue un militar mexicano que participó en la Revolución mexicana.

## Maderismo y Zapatismo
Nació en Axochiapan, Morelos. En 1911, se unió a las fuerzas del General Francisco Mendoza Palma como soldado raso. A la muerte de Pablo Torres Burgos se pone a disposición de Emiliano Zapata como jefe de las fuerzas. Al romper el movimiento zapatista con el gobierno de Francisco I. Madero, Caamaño continuó la lucha por los postulados del Plan de Ayala. En 1919 se amnistió en Chietla, Puebla, regresando a su pueblo natal. 

## Ejército Nacional
En 1920, al efectuarse la unificación revolucionaria después del triunfo de los sonorenses, ingresó al Ejército Nacional; más tarde se retiró para dedicarse a las labores del campo. Murió en Axochiapan.